# アカデミック・クォーター
アカデミック・クォーター（英: academic quarter, 独: Akademisches Viertel, 典: akademisk kvart (ak または aq)）は、一部の大学における、講義の規定上の開始時間と実際の開始時間の15分間の食い違い。オーストリア、スイス、エストニア、フィンランド、リトアニア、ルーマニア、ベルギー、クロアチア、スロベニア、ドイツ、オランダ、デンマーク、ノルウェー、ポルトガル、ポーランド、スウェーデン、セルビア、イタリア、イスラエル、ハンガリー、ギリシャ、イギリスの大学に存在する。
この慣習は、教会の鐘の音が時刻を知る主な手段だった時代にさかのぼる。正時に鐘がなると、学生たちは15分以内に講義に集合することが求められた。すなわち、10:00開始と設定された講義は、実際には10:15に始まった。
アカデミック・クォーターは多くの大学において様々な形で現存する。特にキャンパスが広い面積にわたっている大学では、学生が建物間を移動するために15分間の猶予が必須である。日本などにおける、『休み時間』の機能を有する。
ドイツの大学システムでは、正時に始まるとされている講義は実際には15分に始まることが多く、時刻表記のあとに c.t.（cum tempore, ラテン語で「時間とともに」）と書かれる場合もある。それ以外の場合には、講義が時間ちょうどに始まることを示すために s.t. (sine tempore, ラテン語で「時間なしに」）と付記される場合が多い。

## 例
ウプサラ大学では1982年に学長Martin H:son Holmdahlによって正式に廃止され、以後講義の開始時間は毎時15分に設定されるようになった。例えば朝の講義の開始時間は8:15となった。ウプサラ大学やルンド大学の生活の中では、ダブル・クォーター（スウェーデン語: dubbelkvart (dk) または dq）も存在する。ウプサラ大学においてはこれは晩餐会ないし準正式な夕食会の開始時間に対して用いられている。この30分間の間、来客は歓談し、また自身の席を探す。ルンド大学では、時刻表期は日中は「シングル・クォーター」、午後6時以降や週末は「ダブル・クォーター」を意味することが多い。ここでの「ダブル・クォーター」とは、イベントが記載の30分後に始まることを意味する。もし開始時間が記載時間ちょうどであるときは、prick（スウェーデン語で「ちょうど」の意）、18時以降ならばprickprickと書かれる。
カリフォルニア大学バークレー校では講義は10分遅れで始まる。これは俗に「バークレー時間」と呼ばれている。